# (315) Констанция
(315) Констанция (лат. Constancy) — небольшой астероид главного пояса, который входит в состав семейство Флоры. Астероид был открыт 4 сентября 1891 года австрийским астрономом Иоганном Пализой в Венской обсерватории и назван в честь латинского термина constancy, означавшего постоянство, устойчивость.

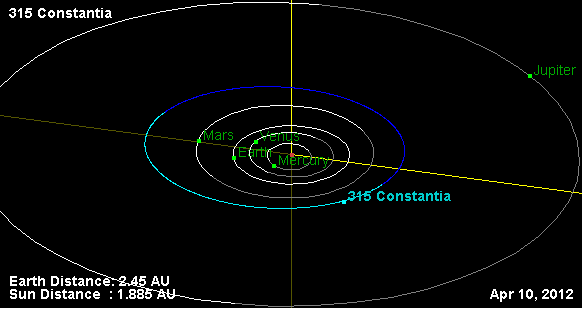
Орбита астероида Констанция и его положение в Солнечной системе